# Jon Stewart
Jonathan Stuart Leibowitz (Nueva York, 28 de noviembre de 1962), conocido por su nombre artístico Jon Stewart, es un cómico, actor, escritor y productor estadounidense de origen judío, conocido por su trabajo en el programa The Daily Show emitido por Comedy Central.
Stewart empezó su carrera como cómico durante los años 80. En 1991, aceptó el puesto de presentador de Short Attention Span Theater (El teatro de capacidad de concentración corta), un programa emitido por Comedy Central. Posteriormente, se le ofreció su propio programa en MTV, titulado The Jon Stewart Show después de haber presentado otro programa para MTV, You Wrote It, You Watch It (Lo escribiste, lo miras).
En 1999, Stewart reemplazó a Craig Kilborn como presentador de The Daily Show. Stewart se considera principalmente responsable de centrar más el programa en política. A consecuencia de esto, se ha convertido en un enorme éxito, especialmente entre la juventud estadounidense.
Desde 1999, The Daily Show ha ganado varios premios, incluyendo dos Peabodys. Stewart mismo ha ganado el premio al mejor álbum de comedia por la versión de audio de America (The Book). En 2008, Stewart fue invitado a participar en la renombrada serie de dibujos animados Los Simpson como parte del episodio «E. Pluribus Wiggum» en el que se interpretó a sí mismo.
Stewart era un coautor de America (The Book), que fue uno de los quince libros más populares en EE. UU. en 2004. Además, Stewart presentó las ediciones 78 y 80 de los Premios Óscar.

## Carrera profesional

### Inicios
Con la reputación de ser un chico divertido en la escuela, Jon Stewart volvió a Nueva York en 1986 para probar en el circuito de club de comedia, pero no podría tener el coraje de subir al escenario hasta el año siguiente. Su debut como monologuista fue en The Bitter End, donde su ídolo cómico Woody Allen empezó. En el escenario, usaba el nombre de «Jon Stewart», eliminando su segundo apellido y cambiando la pronunciación de su primer apellido «Stuart» a «Stewart». Él suele bromear con ello ya que la gente tenía dificultades en pronunciar Leibowitz o que «sonaba demasiado Hollywood» (una referencia a un chiste de Lenny Bruce sobre el mismo tema). Ha dado a entender que el cambio del primer apellido fue a causa de su complicada relación con su padre, con quien Stewart no ha contactado hasta la fecha.
Stewart se convirtió en un cómico habitual en el Comedy Cellar, donde él era el último que actuaba cada noche. Durante dos años, actuaría a las 2 de la mañana mientras desarrollaría su estilo de humor. En 1989, Stewart consiguió su primer trabajo en televisión como guionista para Caroline’s Comedy Hour. En 1991, comenzó a ser el copresentador de Short Attention Span Theater de Comedy Central, con Patty Rosborough. En 1992, Stewart presentó el efímero You Wrote It, You Watch It en MTV, un programa que invitba a los espectadores a enviar sus historias para que fueran representadas por el grupo comediante The State.
Stewart sentía que su carrera no despegó hasta su aparición en marzo de 1993 en el Late Night with David Letterman de NBC. Se consideró que él sería el finalista a ocupar el sitio de Letterman a partir de la retirada de este del programa, pero posteriormente el puesto se entregó a un entonces relativamente desconocido Conan O'Brien.

### The Jon Stewart Show
En 1993, Jon Stewart creó The Jon Stewart Show, un talk show en MTV. The Jon Stewart Show fue el primer talk show del canal y fue un éxito inmediato, siendo el segundo programa más visto de MTV detrás de Beavis and Butt-Head. En 1994, Paramount canceló The Arsenio Hall Show, y junto con la nueva empresa hermana de MTV (a través de la adquisición por parte de Viacom del estudio), se lanzó una versión late night sindicada de una hora de duración de The Jon Stewart Show. Muchos canales locales afiliados habían desplazado el programa de Hall a las 2 de la mañana durante su declive, y el programa de Stewart precedía a los bloques matutinos en muchas ciudades. Las audiencias fueron pésimas y el programa fue cancelado en junio de 1995.
Entre los fanes del programa se encontraba David Letterman, quien fue el último invitado de The Jon Stewart Show. Letterman contrató a Stewart para su productora Worldwide Pants. Stewart se convirtió a partir de entonces en un presentador invitado para Tom Snyder en The Late Late Show with Tom Snyder, el cual era producido por Letterman y emitido después del Late Show en CBS. Esto llevó a una gran especulación de que Stewart reemplazaría pronto a Snyder de forma permanente, pero a Stewart le ofrecieron en realidad el bloque posterior al programa de Snyder, una oferta que él rechazó.
En 1996, Stewart presentó el efímero talk show llamado Where’s Elvis This Week? Se trataba de un programa de humor semanal, de media hora de duración, que se emitía el domingo por la noche en el Reino Unido en BBC Two. Se grababa en el CBS Broadcast Center en Nueva York y estaba protagonizado por un conjunto de panelistas, de los cuales dos procedían del Reino Unido y otros dos de Estados Unidos, que hablaban sobre noticias y asuntos culturales. El programa se estrenó en Reino Unido el 6 de octubre de 1996; se emitieron cinco episodios en total. Los panelistas más destacados fueron Dave Chappelle, Eddie Izzard, Phil Jupitus, Nora Ephron, Craig Kilborn, Christopher Hitchens, Armando Iannucci, Norm Macdonald, y Helen Gurley Brown.
En 1997, Stewart fue elegido para ser el presentador y entrevistador del décimo especial de George Carlin de HBO, 40 Años de Comedia.

### The Daily Show
En 1999, Stewart empezó a presentar The Daily Show en Comedy Central, cuando Craig Kilborn dejó el programa para reemplazar Tom Snyder en The Late Late Show. El programa mezcla el humor con las noticias más importantes del día, normalmente sobre política, mientras de forma simultánea se burla de los políticos y muchos periodistas, así como los medios de comunicación informativos. En una entrevista en The O'Reilly Factor, Stewart negó que el programa tuviera una agenda política intencionada, diciendo que el objetivo eran las «risas». «La misma debilidad que me condujo a la comedia también forma parte de mi programa», queriendo decir que se sentía incómodo hablando sin escuchar al público reír. De todas formas, The Daily Show informa a las generaciones más jóvenes de lo que ocurre actualmente en el mundo, y da esta información en una forma en la que puede ser informativa y cómica. «Stewart no nos ofrece cinismo por su propio bien, sino como una forma juguetona de ofrecer los tipos de percepción que no se permiten en formatos de noticias más serios que servilmente se aferran a la causa oficial de los hechos».

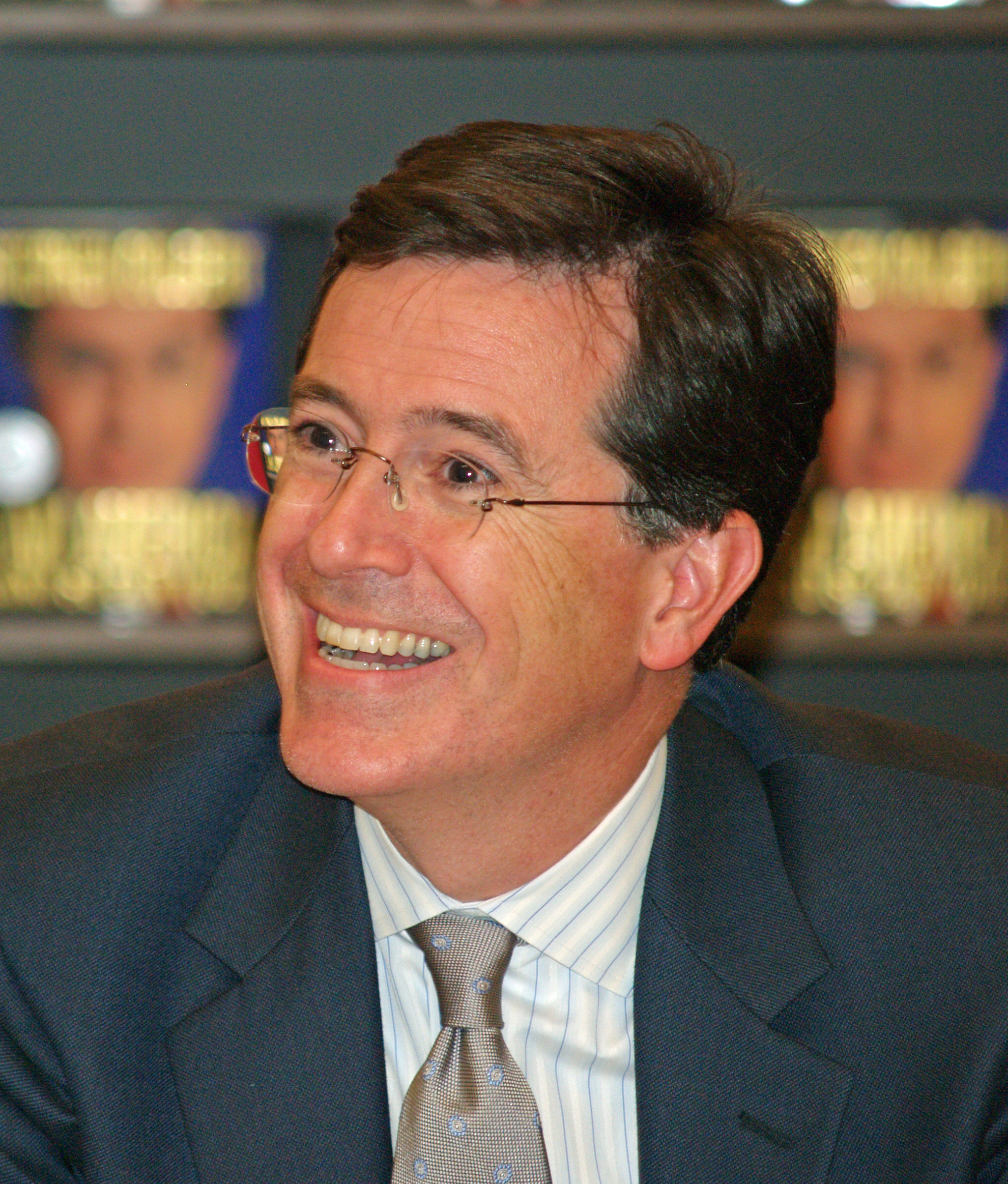
El ex-corresponsal Stephen Colbert, que daba vida al personaje de un tertuliano muy conservador y de extrema derecha.

Stewart ha presentado desde entonces casi todas las emisiones del programa, excepto por unas pocas ocasiones en las que los corresponsales como Stephen Colbert, Rob Corddry, Jason Jones y Steve Carell le sustituyeron, y durante el periodo de John Oliver como presentador durante el verano de 2013. Stewart ha ganado un total de 19 Emmys por The Daily Show, ya sea como guionista o productor. En 2005, The Daily Show y Jon Stewart recibieron un premio Grammy como Mejor Álbum de Comedia por la edición audiolibro de America (The Book). En 2000 y 2004, el programa ganó dos premios Peabody por la cobertura de las elecciones presidenciales de esos años, llamadas Indecision 2000 y Indecision 2004, respectivamente.
El episodio del 20 de septiembre de 2001, el primer después de los ataques del 11-S, comenzó sin introducción. Anteriormente, la introducción contenía imágenes de una avioneta hacia el World Trade Center y Nueva York. Los primeros nueve minutos del programa mostraban a Stewart con lágrimas dando su personal punto de vista de lo ocurrido. Su discurso acabó así:

La vista… desde mi apartamento… era el World Trade Center… y ahora se ha ido, lo han atacado. Este símbolo del ingenio, y la fuerza, y el trabajo, y la imaginación y el comercio americanos, y se ha ido. ¿Pero sabéis cuál es la vista ahora? La Estatua de la Libertad. La vista desde el Sur de Manhattan es ahora la Estatua de la Libertad. No puedes superar eso.

A mediados de 2002, entre los rumores de que David Letterman iba a trasladarse de CBS a ABC cuando su contrato se extinguiera, se rumoreaba que Stewart sería el reemplazo de Letterman en CBS. Al final, Letterman renovó su contrato con CBS. En el episodio del 9 de marzo de 2002 de Saturday Night Live, presentado por Jon Stewart, un sketch del «Weekend Update» se burlaba de la situación.
A finales de 2002, ABC ofreció a Stewart su propio talk show que se emitiría antes de Nightline. El contrato de Stewart con The Daily Show estaba a punto de expirar, y él expresó un gran interés. ABC, sin embargo, decidió darle el bloque pre-Nightline a otra estrella de Comedy Central, Jimmy Kimmel.
El 4 de abril de 2006, Stewart se enfrentó al senador estadounidense John McCain sobre su decisión para aparecer en la Universidad de Liberty, una institución fundada por Jerry Falwell, a quien McCain había denunciado anteriormente como uno de los «agentes de la intolerancia». En un punto de la conversación, Stewart preguntó a McCain: «¿No nos estás volviendo locos? ¿Nos estás volviendo locos? Porque si te estás volviendo loco y te vas al mundo de la base loca… ¿Vas a ir al mundo de la base loca?». McCain respondió: «Me temo que sí». El vídeo fue reproducido en CNN y creó una explosión de artículos por toda la blogosfera.
En 2007, The Daily Show se involucró en el anuncio de Stephen Colbert de que se presentaría como candidato a la presidencia en 2008. En 2008, Stewart apareció en el programa de noticias Democracy Now! Un artículo del New York Times en 2008 cuestionó si él era, en una frase originalmente usada para describir el longevo presentador de noticias Walter Cronkite, «el hombre más fiable de América».
El 28 de abril de 2009, durante un debate sobre la tortura con Clifford May, Stewart expresó su opinión de que el expresidente Harry S. Truman fue un criminal de guerra por su uso de la bomba atómica en Japón durante la II Guerra Mundial. Más tarde, Stewart defendió su afirmación:

Esto es lo que pienso de las bombas atómicas. Creo que si lanzaras una bomba atómica quince millas lejos y dijeras, «La próxima va a venir hacia ti», entonces creería que está bien. Para lanzarla en una ciudad, y matar un centenar de miles de personas. Sí. Creo que eso es criminal.

El 30 de abril de 2009, Stewart se disculpó en su programa, y afirmó que no creía que Truman fuese un criminal de guerra: 

No debería haber dicho eso, y lo hice. Así que ahora mismo digo, no, no creo que ese fuera el caso. La bomba atómica, una decisión muy complicada en el contexto de una guerra horrible, y me retracto porque fue una cosa estúpida que dije, a mi juicio.

El abril de 2010, Comedy Central renovó el contrato de Stewart para presentar The Daily Show en 2013. Stewart cobra unos 1.5 millones de dólares declarados para una temporada de The Daily Show. Según la lista de Forbes de famosos en 2008, él ganaba catorce millones de dólares por año.
El 16 de septiembre de 2010, Stewart y Stephen Colbert anunciaron un mitin para el 30 de octubre, conocido como el «Rally para restaurar la cordura y/o el miedo». Tuvo lugar en el National Mall de Washington D. C. y atrajo alrededor de unos 215 000 participantes. En diciembre de 2010, la Casa Blanca y otros medios de comunicación y noticias reconocieron el mérito de Stewart por concienciar sobre la dilación republicana en la «Ley James Zadroga de la Salud y Compensación del 11-S» al público, llevando al paso definitivo de una indemnización que da asistencia médica a los servicios de emergencia, la salud de los cuales haya sido afectada gravemente por su trabajo en la zona cero.
En el programa del 10 de enero de 2011, Stewart empezó con un monólogo sobre el tiroteo en Tucson, AZ. Stewart dijo que desearía que las «incoherencias de la gente loca no se parecieran de ninguna forma a cómo en realidad hablamos mutuamente en televisión». Antes de la pausa publicitaria, Stewart contó a los espectadores que el programa volvería a la normalidad la siguiente noche. Después de la pausa publicitaria, el programa emitió una reposición de un reportaje hecho por Jason Jones dos años antes.
Como resultado de posiciones políticas de tan alto nivel, Stewart es reconocido más como fuerza política que como cómico. The New York Times sugería que él es «el equivalente hoy en día de Edward R. Murrow» y el periódico nacional británico The Independent lo llamaba el «satírico-jefe». En una entrevista, el senador John McCain describía a Stewart como «un moderno Will Rogers y Mark Twain».
Wyatt Cenac dijo en julio de 2015 que Stewart le insultó después de que Cenac admitiera que se sentía incómodo de una pieza de The Daily Show en julio de 2011 sobre el candidato presidencial republicano Herman Cain.

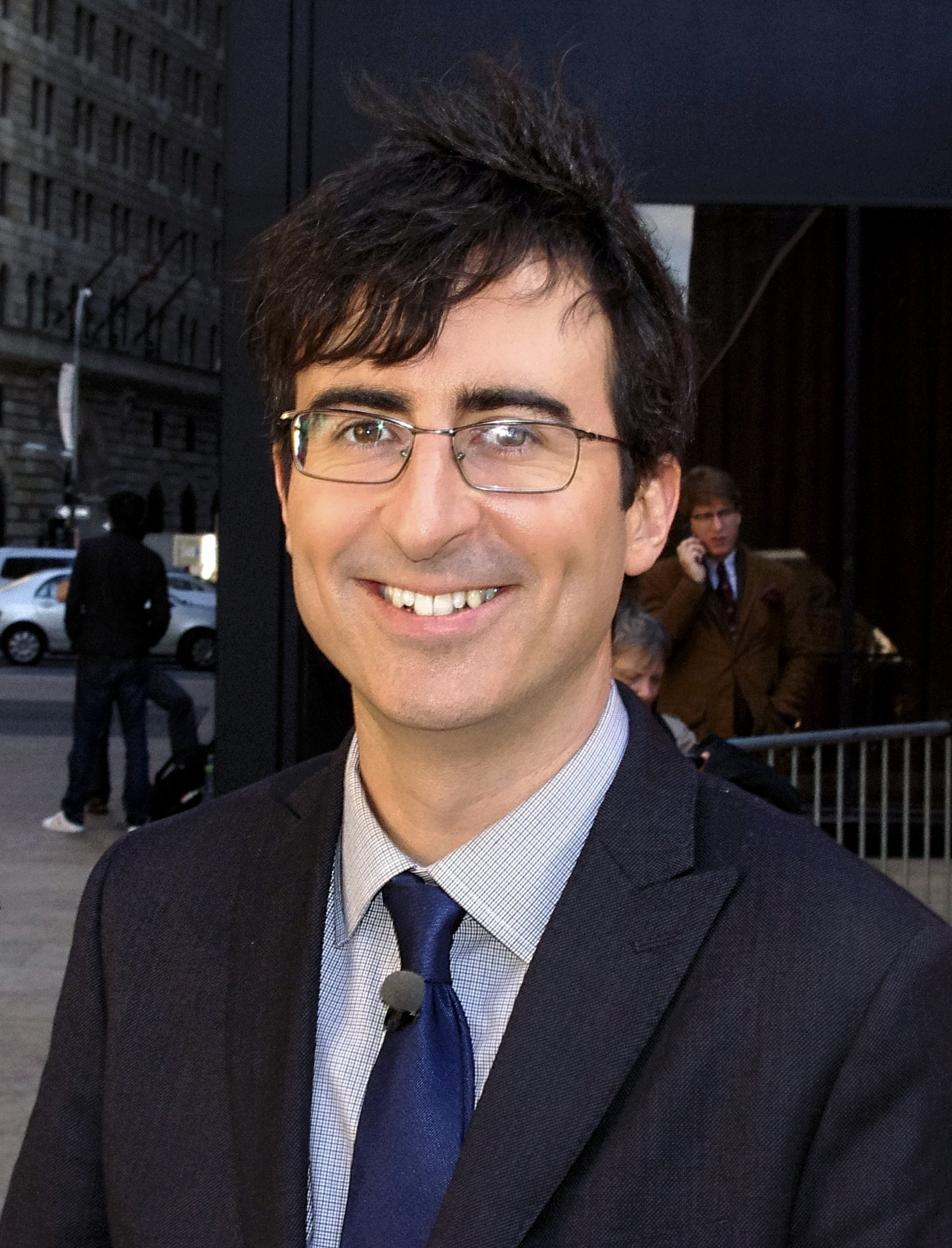
El ex-corresponsal del programa, John Oliver.

En marzo de 2013, se anunció que Stewart se cogería unas doce semanas de baja de The Daily Show para dirigir la película Rosewater, basada en el libro Then They Came For Me, escrito por Maziar Bahari. A partir del 10 de junio de 2013, el corresponsal de The Daily Show John Oliver asumiría el cargo de presentador durante la ausencia de Stewart. La encuesta anual de TV Guide de 2013 sobre los salarios de famosos mostró que Stewart es el presentador de late night más pagado, produciendo entre veinticinco y treinta millones de dólares cada año.
Durante la grabación del programa del 10 de febrero de 2015, Stewart anunció que dejaría The Daily Show. La presidenta de Comedy Central Michele Ganeless confirmó la retirada de Stewart con un comunicado. Fue más tarde cuando se anunció que el cómico sudafricano Trevor Noah sería el sucesor de Stewart como presentador del programa. El 20 de abril de 2015, Stewart concretó que su episodio final sería el 6 de agosto de 2015.
El 28 de julio de 2015, Darren Samuelsohn de Politico informó que Jon Stewart había sido citado dos veces a la Casa Blanca por reuniones privadas anteriormente no declaradas con el presidente Barack Obama: una en octubre de 2011 y otra en febrero de 2014. Michael D. Shear de The New York Times también recogió la historia. Stewart respondió en su programa remarcando que los encuentros fueron recogidos en la lista pública de invitados del presidente, y que ha sido invitado para reunirse privadamente por muchas personas prominentes como Roger Ailes de Fox News. Dijo que Obama le animó a no hacer los jóvenes americanos cínicos sobre su gobierno, y Stewart respondió con que él era de hecho «escépticamente idealista».
El episodio final de una hora del 6 de agosto fue caracterizado por los reencuentros con ex-corresponsales de The Daily Show, y cameos en vídeo de personas a las que Stewart había criticado a lo largo de los años, incluyendo a Bill O'Reilly, John McCain, Chris Christie, y Hillary Clinton. Finalizó con una actuación musical de Bruce Springsteen y E Street Band.

### Escritor

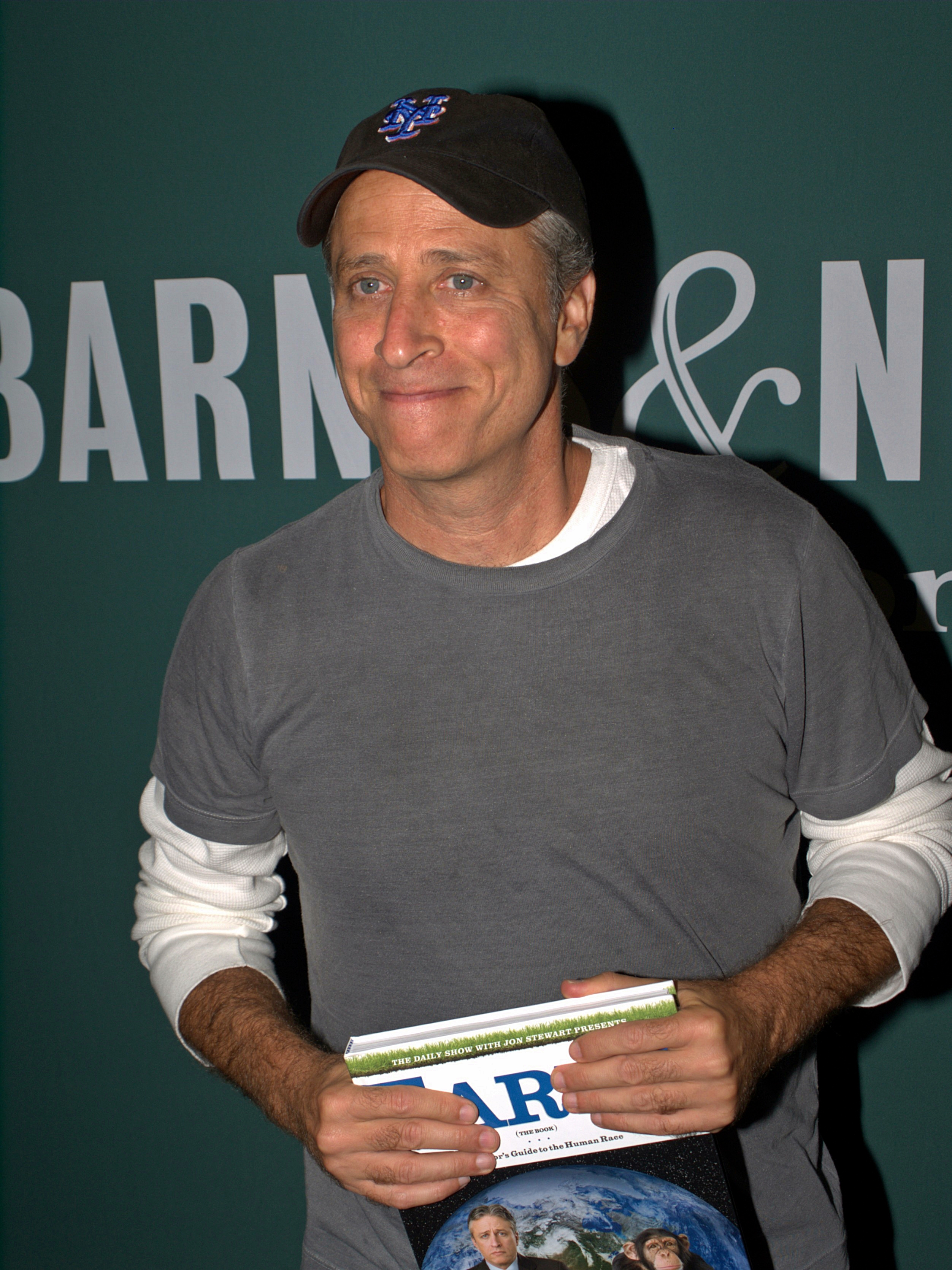
Jon Stewart en la presentación del libro Earth (The Book): A Visitor's Guide to the Human Race.

En 1998, Stewart publicó su primer libro, Naked Pictures of Famous People (Fotografías de gente famosa desnuda), una colección de redacciones e historias cortas en tono de humor. El libro consiguió situarse en la lista de best sellers del periódico The New York Times.
En 2004, Stewart y el equipo de guionistas de The Daily Show publicaron America (The Book): A Citizen’s Guide to Democracy Inaction (América (El libro): La guía del ciudadano sobre la inacción democrática), un falso libro de texto de historia de instituto que da a conocer en el único sistema de gobierno americano, diseccionando sus instituciones, explicando su historia y procesos, y satirizando principios políticos muy americanos como «un hombre, un voto», «el gobierno del pueblo», y «cada voto cuenta». El libro vendió millones de copias tras su publicación en 2004 y acabó el año en el puesto número 15 del top de best sellers.
En 2005, Stewart aportó la voz del presidente James A. Garfield para la versión audiolibro de Assassination Vacation, de Sarah Vowell.
En 2007, Stewart tuvo un papel en la versión audiolibro de I Am America (And So Can You!) de Stephen Colbert. Interpreta a Mort Sinclaire, ex-guionista de comedia de televisión y comunista.
El 21 de septiembre de 2010, se publicó Earth (The Book): A Visitor’s Guide to the Human Race (La Tierra (El libro): La guía del visitante sobre la raza humana), escrito por Stewart y otros guionistas de The Daily Show.
En marzo de 2012, Stewart entrevistó Bruce Springsteen para Rolling Stone.

### Actor
Aunque es más conocido por su trabajo en The Daily Show, Stewart ha tenido papeles en varias películas y series de televisión. Su primer papel fue una pequeña parte en el fracaso taquillero Un día de locos. También tuvo su participación minoritaria en The First Wives Club, pero su escena fue eliminada. En 1995, Stewart firmó un acuerdo de tres años con Miramax. Interpretó a protagonistas románticos en las películas Jugando con el corazón y Piensa en mí. Tuvo un papel secundario en la comedia romántica Desde que os fuisteis y en la película de terror The Faculty. Se planearon otras películas en las que Stewart escribiera y actuara, pero nunca fueron producidas. Desde entonces, Stewart ha mantenido una relación con los fundadores de Miramax, Harvey y Bob Weinstein, y sigue apareciendo en películas que han producido como Jay and Silent Bob Strike Back, Doogal y el documental Wordplay.
Ha aparecido en Medio flipado como un «mejor fumador» y en Un papá genial como el compañero de piso de Adam Sandler; ha bromeado en The Daily Show y en el documental The Aristocrats que para conseguir el papel tuvo que acostarse con Sandler. Stewart suele hacer chistes de sus apariciones en el gran fiasco de Smoochy, en el que interpretaba a un ejecutivo de televisión traidor, y en la película de animación Doogal, en el que hacía el papel de un muelle azul llamado Zeebad, que lanzaba rayos de hielo desde su bigote. En 2007, Stewart hizo un cameo interpretándose a él mismo en Sigo como Dios, protagonizada por Steve Carell, el ex-corresponsal de The Daily Show. En la película, se veía a Stewart a través de un televisor en un episodio ficticio de The Daily Show burlándose del personaje de Carell por construir un arca.
Stewart fue un personaje recurrente en El show de Larry Sanders, interpretándose a él mismo como un sustituto ocasional y posible sucesor del presentador de late-night Larry Sanders (interpretado por Garry Shandling). En 1998, Stewart presentó el especial de televisión, Elmopalooza, que celebraba los treinta años de Barrio Sésamo. Ha actuado como invitado en otras sitcoms como La niñera, Dr Katz, Spin City: Loca alcaldía, Días de radio, American Dad, y Los Simpson. Además, ha sido invitado en las series de televisión infantiles Between the Lions, Barrio Sésamo,Jack’s Big Music Show y Gravity Falls.

### Productor
A mediados de los años 90, Stewart creó su propia productora, Busboy Productions, dando este nombre en referencia a su anterior trabajo como ayudante de camarero (busboy). Stewart firmó un pacto con Miramax para desarrollar proyectos a través de su empresa, pero ninguna de sus ideas han sido producidas. Después del éxito de Stewart como presentador y productor de The Daily Show, resucitó a su compañía con los productores del programa Ben Karlin y Rich Korson. En 2002, Busboy planeó producir una sitcom para NBC protagonizada por Stephen Colbert, pero la serie nunca vio la luz.
En 2005, Comedy Central llegó a un acuerdo con Busboy en el cual Comedy Central proporcionaría respaldo financiero para la productora. Comedy Central da un primer visto bueno en todos los proyectos, lo que permite que después Busboy pueda venderlos a otras cadenas. El trato hizo nacer al spin-off de The Daily Show, The Colbert Report, y su posterior sustituto, The Nightly Show with Larry Wilmore. Otros proyectos incluyen el piloto de la sitcom Three Strikes, el documental Sportsfan, el programa Important Things with Demetri Martin, y la película The Donor.

### Director
En marzo de 2010, Stewart anunció que había optado a comprar los derechos de la historia del periodista Maziar Bahari, que fue encarcelado en Irán durante 118 días. En el episodio de The Daily Show del 6 de junio de 2011, Stewart volvió a invitar a Bahari, y en marzo de 2013, anunció que iba a dejar el programa durante 12 semanas para dirigir la versión cinematográfica del libro de 2011 de Bahari, Then They Came For Me. La adaptación de Stewart se titula Rosewater. Se estrenó en septiembre de 2014 en el Festival Internacional de Cine de Toronto, recibiendo críticas «generalmente favorables», y fue estrenada a todos los públicos el 14 de noviembre de 2014.
En la dirección, Stewart notó que The Daily Show había influenciado su proceso de dirección más que sus actuaciones. Él dijo:

Es sobre la colaboración. Es sobre entenderse. Hacer un programa me enseñó este proceso de claridad de visión, pero con la flexibilidad del proceso. Así que conoces tu intención, sabes donde quieres ir con la escena de la forma en que quieres que vaya, los cambios momentáneos, el énfasis, a donde quieres que vaya.

También expresó interés en dirigir más películas.